# Vallés
|  | Aquest article tracta sobre el poble valencià. Vegeu-ne altres significats a «Vallès». |

Vallés és un municipi de la Costera, al País Valencià. Limita amb Canals, Cerdà, la Granja de la Costera, Xàtiva, Llanera de Ranes, Novetlè, Rotglà i Corberà i Torrella.

## Geografia
El relleu no presenta pràcticament accidents geogràfics d'interés. Per la mitat meridional i oriental del terme passa el riu Cànyoles, els arrossegaments del qual han dipositat potents sediments quaternaris molt fèrtils per al cultiu.
El clima és de tipus mediterrani.

## Història
Va ser una alqueria musulmana on Jaume I (1208-1276) va plantar el seu campament durant els anys 1243 i 1244 i des d'on organitzava incursions per la contornada. Va ser incorporada al regne cristià en aquelles dates; no obstant això, no existix cap document en què aparega citat com a Vallés fins al morabatí de 1421. Va quedar desert després de l'expulsió dels moriscs i hagué de ser repoblat, amb carta pobla de 16 de juliol de 1611, per Bernat Sanç, amb cristians procedents de Xàtiva i s'aprofità l'avinentesa per deslligar la seua parròquia de la de Cerdà, massa allunyada. En temps d'Escolano (1560-1619) el senyoriu pertanyia a Maties Sanç. En el segle xix es va convertir en municipi independent i es va llevar de damunt el senyoriu dels Sanç, els quals, a pesar d'això, no es varen desvincular del poble. L'absència d'indústria i una agricultura minifundista ha marcat el gradual retrocés de la població, que ha anat emigrant cap a la veïna Xàtiva.

## Demografia
| 1990 | 1992 | 1994 | 1996 | 1998 | 2000 | 2002 | 2004 | 2006 | 2008 | 2010 | 2021 |
| ---- | ---- | ---- | ---- | ---- | ---- | ---- | ---- | ---- | ---- | ---- | ---- |
| 117  | 100  | 101  | 103  | 101  | 102  | 100  | 95   | 122  | 131  | 141  | 152  |

## Economia
L'economia és agrícola amb els cultius propis de la comarca, on "comença l'horta i acaba el secà" (Raimon (Xàtiva, 1940), Jo vinc d'un silenci): olivera, garrofera, cítrics i dacsa.

## Monuments
L'església de Sant Joan, del segle xvii i el Palau, casalot d'origen medieval perfectament restaurat, són els únics edificis dignes d'esment.

## Festes i celebracions
Celebra les seues festes patronals a partir del 24 de juny, en honor de Sant Joan Baptista.